# Constance V. Mitcham
Constance V. Mitcham (1947) est une personnalité politique christophienne.
En juin 1984, elle remporte un siège de députée au sein de l'assemblée nationale sous l'étiquette du Mouvement d'action populaire,. Elle devient ainsi la première femme à siéger au sein de cette assemblée.
En 2019, elle est nommée Dame commandeur de l'ordre de l'Empire britannique.